# Lumphăt
Lumphăt (khm. លំផាត់) – miasto w Kambodży; w prowincji Rôttanak Kiri; według danych szacunkowych na rok 2009 liczy 20 611 mieszkańców.